# Poljana Lekenička
Poljana Lekenička är en ort i Kroatien.   Den ligger i länet Moslavina, i den centrala delen av landet, 30 km sydost om huvudstaden Zagreb. Poljana Lekenička ligger 103 meter över havet och antalet invånare är 279.
Terrängen runt Poljana Lekenička är platt. Runt Poljana Lekenička är det glesbefolkat, med 12 invånare per kvadratkilometer. Närmaste större samhälle är Sisak, 17,1 km sydost om Poljana Lekenička. Omgivningarna runt Poljana Lekenička är en mosaik av jordbruksmark och naturlig växtlighet.